# Bruach na Frithe
A Bruach na Frithe (IPA: [pɾuəx nə ˈfɾʲihə]) a skóciai Skye szigetén található Cuillin egyik csúcsa. A hegység közismerten az egyik legnehezebb terep az Egyesült Királyságban. A szóban forgó csúcs a tőle délebbre fekvő Sgùrr na Banachdichel együtt a legkönnyebben megmászható a többi itt található hegy közül, de nem megfelelő időjárási körülmények között a navigáció komoly feladat lehet a táj eleinte jellegtelen domborzata miatt. A körtúra hossza legalább 13,5 kilométer, amelyre 5-7 óra szükséges az átlagos túrázónak.

## Általános információk
A hegy nevének jelentése „a vad hegyvidék / szarvasok erdejének lejtője”. A Fekete-Cuillin északi részén terül el, ahol a hegység főgerince délről érkezve hirtelen keletre kanyarodik. Mivel innen még egy mellékgerinc is leágazik, a Bruach na Frithe egyfajta csomópontban helyezkedik el. Tőle keletre található az Am Basteir csúcsa, délre közvetlen szomszédja a tőle majdnem száz méterrel alacsonyabb Sgùrr na Bhàirnich, amelyet a túrázók ritkán látogatnak meg, hacsak nem a gerinctúrát teljesítik, mert 860 méteres magasságával kiesik a munrókat meghódító túrázók célpontjai közül.
1845-ben James Forbes tudós és a helyi Duncan MacIntyre tették az első hivatalos látogatást a csúcson. A páros néhány évvel korábban a közelben lévő hegyre is felmászott, amely az első hivatalos csúcshódításnak minősül a Cuillin történetében. Tulajdonképpen nem is a Bruach na Frithe, hanem a közeli Sgùrr nan Gillean volt a cél, de mivel ezt nyugatról közelítették meg, ezért át kellett haladniuk a Bruach na Frithe csúcsán is. Forbes később egy edinburgh-i tudományos lapban közölte a  szigeten elért eredményeit.
1843-ban Skye-on tartózkodtam, és tulajdonomban volt egy barométer, de nem volt lehetőségem újra meglátogatni a Cuchullinst. 1845 májusában azonban felmásztam az alacsonyabb csúcsra, amely közel volt, és amelyet a térképek Bruch-na-Fray névvel illettek, hogy megpróbáljam megállapítani a Scuir-na-Gillean magasságát.

## A túra leírása

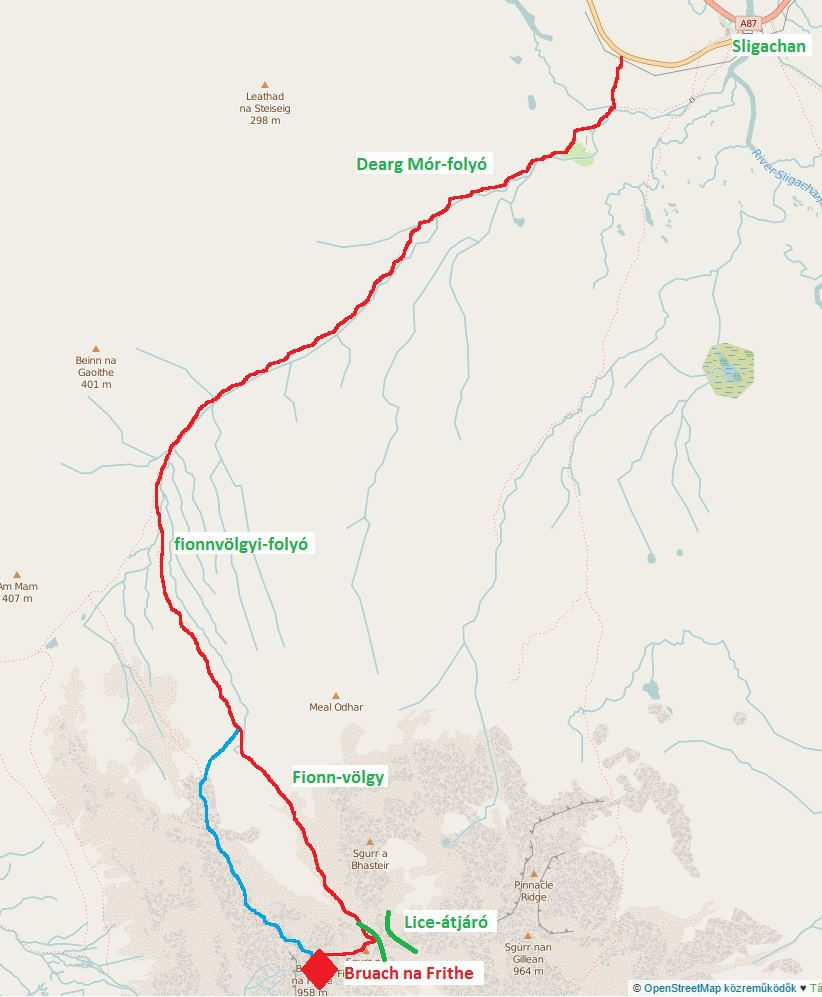
Piros: a legkönnyebb felfelé vezető út; kék: alternatív út lefelé (bizonyos helyeken enyhébb négykézláb mászással)

A túra Sligachan közeléből indul déli, majd délnyugati irányban követve a Dearg Mór-folyó (Allt Dearg Mór) északi partját. Három kilométer után az ösvényről balra kell letérni és átkelni az eddig párhuzamosan haladó folyón, innen a fionnvölgyi-folyó (Allt an Fionn Choire) vonala jelenti a haladás irányát. A Fionn-völgy (Fionn Choire) egyenletesen emelkedik kb. 600 méteres magasságig, bal oldalról a Sgùrr a’ Bhasteir 898 méteres csúcsa található, jobbra pedig a Cuillin északnyugatra kinyúló mellékgerince. Omladékos részen lehet elérni a Lice-átjárót (Bealach nan Lice).
Az átjáró bal oldalán található a Bhasteir Fog (Bhasteir Tooth) nevű meredek sziklakiszögellés, amely hasonló a Sgùrr Dearg tetején lévő Inaccessible Pinnacle-höz („megközelíthetetlen csúcs”). A Bhasteir Fog hivatalosan munro topnak minősül az Am Basteir mellékhegyeként, ezért a háromezer láb feletti skót csúcsokat gyűjtögető turisták nem látogatják, egyébként is hegymászó felszerelés szükséges hozzá meredek oldalai miatt.
Jobbra a kevésbé meredek Sgùrr a' Fionn Choire (930 m) található. Az esetek többségéhez hasonlóan a legegyszerűbb visszafelé vezető út ugyanaz, ami felfelé jön, de mindig léteznek alternatívák, ez esetben az egyszerű túrázók számára is. A korábban is említett északnyugatra kinyúló mellékgerincen is le lehet ereszkedni komolyabb négykézláb mászás nélkül. Az út ott találkozik a korábbi ösvénnyel, ahol átkel a fionnvölgyi-folyón.